# 123.ª Brigada Mixta (Ejército Popular de la República)
La 123.ª Brigada Mixta fue una unidad del Ejército Popular de la República creada durante la Guerra Civil Española. Perteneciente a la 27.ª División, tuvo un papel relevante durante la contienda.

## Historial
La unidad fue creada en mayo de 1937 a partir del 2.º regimiento de la División «Carlos Marx», siendo asignada la brigada a la nueva 27.ª División del XI Cuerpo de Ejército. La jefatura de la 123.ª BM recayó en el comandante de infantería Enrique Oubiña Fernández-Cid, mientras que la jefatura de Estado Mayor recayó en el capitán de infantería Silverio Gallego Salvador. El italiano Francesco Scotti fue nombrado comisario de la unidad. En este sentido, se da el hecho de que en el seno de la 123.ª BM existía una alta proporción de extranjeros alistados, muchos de ellos antiguos miembros de la non nata Olimpiada Popular de Barcelona.

### Frente de Aragón
En junio tomó parte en la Ofensiva de Huesca. Meses después, junto al resto de la 27.ª División, participó en la Ofensiva de Zaragoza. Integrada en la Agrupación «A», el 28 de septiembre la 123.ª BM intentó conquistar la localidad de Zuera, sin éxito; entre el 9 y 11 de octubre participó en una nueva tentativa para intentar conquistar Zaragoza, que terminó en un nuevo fracaso. Posteriormente intervino en la Batalla de Sabiñánigo. Fue situada en el sector de Ontiñena-Candasnos-Fraga.
A comienzos de 1938 fue traslada al frente de Teruel, y situada como reserva en el sector Alcorisa-Calanda-Alloza. A finales de enero participó en la ofensiva de Singra, logrando conquistar la posición de «Cabezo Bajo», lo que supuso cortar el tráfico de la carretera Villarquemado-Monreal del Campo. Posteriormente intentó conquistar la cota 1.079 del sector de «Los Cabezos», sin éxito. Durante estas operaciones sufrió importantes bajas. Llegó a intervenir durante la Batalla del Alfambra.
Cuando comenzó la ofensiva franquista en el Frente de Aragón, la 123.ª BM se encontraba situada en el sector de Utrillas; hubo de retroceder ante la presión enemiga, y el 24 de marzo se situó junto al resto de la 27.ª División en la línea dfensiva del río Cinca, quedando desplegada en el sector comprendido entre Alamús y Artesa de Segre. Sin embargo el 3 de abril, tras la caída de Lérida en manos franquistas, la brigada cruzó el río Segre y estableció sus posiciones en el sector de Ibars de Urgel.

### Cataluña
En mayo llegó a participar en la Ofensiva de Balaguer, siendo rechazada en el asalto a la localidad de L'Assentiu.
El mando de la brigada fue asumido por el mayor de milicias Celestino Uriarte, un veterano de la guerra en Norte. Reorganizada, la 123.ª BM participó en la Batalla del Ebro. El 2 de agosto la brigada cruzó el río por la presa de Flix para relevar a las fuerzas de la 35.ª División Internacional frente a Corbera, quedando situada la 123.ª BM entre Corbera y Gandesa. El 17 de agosto la brigada comenzó un asalto contra Gandesa (posteriormente seguido por las otras brigadas de la 27.ª División) que sorprendió a los defensores franquistas. El asalto, sin embargo, resultó infructuoso. Posteriormente la unidad hubo de hacer frente a numerosos asaltos enemigos, que la dejaron muy debilitada; la 123.ª BM sufrió unas bajas que afectaron al 50% de sus efectivos, resultando muerto su comisario —Bustillo— mientras que el comandante —Uriarte— resultó herido. La brigada se retiraría a posiciones elevadas de las Sierras de Lavall y Cavalls. Finalmente, en madrugada del 13 de septiembre, la 123.ª BM cruzó el río muy desgastada.
Terminada la batalla del Ebro la unidad se encontraba en un estado tal que no estuvo en condiciones de participar en la Campaña de Cataluña.

## Mandos
Comandantes
- Comandante de infantería Enrique Oubiña Fernández-Cid;
- Mayor de milicias Manuel Ferrándiz Martín;
- Mayor de milicias Celestino Uriarte Bedia;

Comisarios
- Francesco Scotti
- Alejandro Bustillo